# Cisternes de la Malga
Les cisternes de La Malga o de La Mâalga (àrab: صهاريج مالجا, Ṣahārīj Māljā, o الصهاريج المعلقة, aṣ-Ṣahārīj al-Maʿlaqa) són unes antigues cisternes de la ciutat romana de Cartago, actualment Carthage, situades a la rodalia de l'antiga ciutat, a l'oest del turó de Birsa. Formen part de l'assentament de Carthage que és classificat Patrimoni de la Humanitat des de 1979. El seu nom àrab de la Malga (en transcripció francesa) deriva del nom antic del barri on es troben, que es deia Magàlia (Magalia). Encara que estan relativament properes a Carthage, no són interessants com a lloc de visita, ja que s'estan reformant per reforçar-les i reutilitzar-les. Molt a prop es trobava el cementiri dels officiales.
Estan formades per quinze compartiments paral·lels juxtaposats, de 102 metres de llarg, 7,40 metres d'alt i 7 metres sota volta, amb una cisterna més, perpendicular, que es feia servir per a la decantació o la distribució. El conjunt forma un rectangle de 127 x 102 metres i la seva superfície és de 12.945 metres quadrats. Estaven planificades per emmagatzemar més de seixanta mil metres cúbics. Com que a la mateixa Cartago no hi havia gaire aigua, els romans van buscar el subministrament al Djebel Zaghouan i van construir un aqüeducte d'uns 80 km de llarg amb un pendent calculat del 0,29% per portar l'aigua fins aquestes cisternes i d'altres. Eren les cisternes més grans que usaven els romans a causa del fet que abastien una ciutat com Cartago, que havia tornat a agafar importància i de la qual depenien altres ciutats i viles. No són les úniques de la ciutat antiga: a Bordj el Djedid, a la vora de les termes d'Antoní, es troben una sèrie de cisternes més petites, però també considerables. Reben el nom del fort otomà que tenen al costat.